# Verdienstmedaille für die Unterstützung der Cholerakranken
Die Verdienstmedaille für die Unterstützung der Cholerakranken (oder auch: Cholera-Medaille) wurde 1837 durch Papst Gregor XVI. gestiftet und als Dank für besondere Hilfsleistungen bei der Bekämpfung der Choleraepidemie in Rom verliehen.

## Ordensdekoration
Die Ordensdekoration war eine silberne Medaille mit dem Bildnis des Papstes Gregor XVI. auf der Vorderseite. Auf der Rückseite befindet sich die Inschrift Solatori Aegrotorum anno MDCCCXXXVII. Der Name des Geehrten war auf der Auszeichnung eingraviert.

## Ordensband
Das Ordensband war schwarz mit weißen Streifen an den Rändern.